# غيورغ (أمير ساكسونيا الوراثي)
غيورغ، أمير ساكسونيا الوارثي (بالألمانية: Georg von Sachsen) (و. 1893 – 1943 م) هو كاهن كاثوليكي ألماني، ولد في درسدن، توفي عن عمر يناهز 50 عاماً، بسبب غرق.

## جوائز
حصل على جوائز منها:

فارس رهبانية الجِزَّة الذهبية

## روابط خارجية
- مقالات تستعمل روابط فنية بلا صلة مع ويكي بيانات